# Олсен, Харольд
Харольд Олсен (англ. Harold G. Olsen; 12 мая 1895, Райс-Лейк, Висконсин — 29 октября 1953, Эванстон, Иллинойс) — американский баскетболист и баскетбольный тренер. Был капитаном команды Висконсинского университета в Мадисоне «Висконсин Бэджерс», одной из сильнейших в 1910-е годы. Включён мужскую всеамериканскую сборную NCAA 1917 года. Как тренер работал со студенческими баскетбольными командами Университета Брэдли, Рипонского колледжа, Университета штата Огайо и Северо-Западного университета. Наибольших успехов добился в Огайо, где работал 24 года и пять раз приводил команду к победе в Конференция Big Ten. Три сезона тренировал профессиональный клуб «Чикаго Стэгс», игравший в Баскетбольной ассоциации Америки.
Олсен выступил инициатором создания общенационального турнира NCAA, также при его участии было добавлено правило 10 секунд. Занимал должности президента Национальной ассоциации баскетбольных тренеров, председателя баскетбольного комитета NCAA, был членом олимпийского комитета США. За свой вклад в развитие баскетбола Олсен в 1959 году включён в Зал славы баскетбола, в 2006 году включён в Зал славы студенческого баскетбола.

## Биография
Олсен родился и вырос в городке Райс-Лейк в Висконсине. В старшей школе он занимался сразу тремя игровыми видами спорта: американским футболом, бейсболом и баскетболом. После окончания школы в 1913 году Олсен поступил в Висконсинский университет в Мадисоне, где продолжил быть спортсменом-универсалом и совмещал американский футбол, бейсбол и баскетбол. Наибольших успехов добился в баскетбольной команде «Висконсин Бэджерс», которую тренировал Уолтер «Док» Минвелл. На протяжении трёх лет Олсена отмечали университетской наградой за достижения в баскетболе (varsity letter), в сезоне 1916/17 он был капитаном «Бэджерс». При нём команда в сезоне 1915/16 выиграла конференцию Big Ten и ретроспективно была признана чемпионом США по версии Helms Athletic Foundation. Также ретроспективно Олсен был включён в мужскую всеамериканскую сборную NCAA 1917 года.
В 1917 году Олсен окончил университет и поступил на воинскую службу в воздушную службу армии США, дослужился до звания второго лейтенанта. В 1918 году он начал тренерскую деятельность, получив должность главного тренера бейсбольной и баскетбольной команд Университета Брэдли в Иллинойсе. Уже в 1919 году Олсен возглавил баскетбольную команду Рипонского колледжа в Висконсине, где проработал три года. Параллельно он тренировал университетские команды и по другим видам спорта, включая лёгкую атлетику и американский футбол. Шесть из семи своих команд Олсен приводил к титулам чемпионов штата.
В 1923 году Олсен был назначен главным тренером баскетбольной команды Университета штата Огайо «Огайо Стэйт Бакайс». На этой должности он проработал до 1946 года. Пять раз Олсен приводил команду к победе в конференции Big Ten: в 1925, 1933, 1939, 1944 и 1945 годах. Всего он одержал с «Бакайс» 259 побед при 197 поражениях. Будучи одним из наиболее влиятельных тренеров в студенческом баскетболе, Олсен инициировал проведение ежегодного турнира в формате плей-офф для выявления национального чемпиона среди лучших университетских команд. Такой турнир был создан в 1939 году, и в его первом розыгрыше «Бакайс» вышли в финал, где уступили команде Орегонского университета. Олсен вновь выводил свою команду в плей-офф в 1944, 1945 и 1946 годах, но каждый раз «Бакайс» проигрывали в полуфинале.
Работу тренером в Огайо Олсен совмещал с административной деятельностью в нескольких управляющих организациях. Так, в 1933 году он был назначен президентом Национальной ассоциации баскетбольных тренеров, восемь лет был председателем комитета NCAA по проведению баскетбольных турниров, был председателем Университетского комитета по баскетбольным правилам. Олсен стал одним из авторов правила 10 секунд, существенно повлиявшего на динамику игры. В 1948 году Олсен также входил в Олимпийский комитет США.
В 1946 году Олсен покинул Университет штата Огайо, чтобы стать главным тренером только что сформированной клуба «Чикаго Стэгс» из новой профессиональной лиги, названной Баскетбольная ассоциация Америки. За три года, проведённых им в команде, он одержал с «Чикаго» 113 побед при 76 поражениях. В 1947 году он выиграл Западный дивизион и вывел команду в финал, где в серии из пяти матчей его «Стэгс» уступили клубу «Филадельфия Уорриорз». В двух следующих сезонах команда Олсен вновь играла в плей-офф, но дальше полуфинала ей пройти не удавалось. Когда в 1949 году Баскетбольная ассоциация Америки прекратила существование, Олсен вернулся в студенческий баскетбол, возглавив команду Северо-Западного университета в Иллинойсе. Там он проработал недолго и успехов не добился. Уже в 1952 году Олсен из-за болезни вынужден был выйти на пенсию.
Харольд Олсен был женат, имел дочь. Жена умерла в 1952 году, через год скончался и сам Олсен. В 1959 году за значительный вклад в развитие игры Олсен был включён в Зал славы баскетбола. В 2006 году включён в Зал славы студенческого баскетбола.